# Joni Brandão
Joni Silva Brandão (20 de noviembre de 1989) es un ciclista portugués.

## Palmarés
2008 (como amateur)
- 1 etapa de la Vuelta a Galicia
- Clásica de Pascua

2011 (como amateur)
- Vuelta a Portugal del Futuro, más 1 etapa

2013
- Campeonato de Portugal en Ruta

2015
- 2.º en el Campeonato de Portugal en Ruta

2016
- Gran Premio Internacional de Fronteras y la Sierra de la Estrella, más 1 etapa

2018
- 2.º en el Campeonato de Portugal en Ruta
- Vuelta a Portugal

2019
- 1 etapa del Gran Premio Internacional de Fronteras y la Sierra de la Estrella[2]

2020
- 1 etapa de la Vuelta a Portugal